# Ice Cube

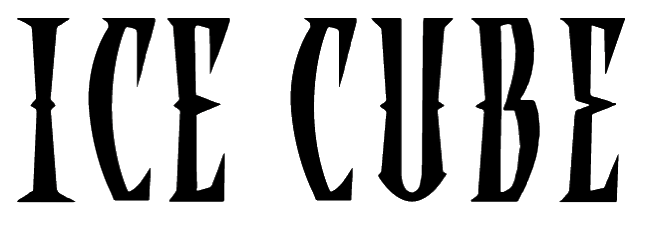
Logo rapera

Ice Cube, właściwie O'Shea Jackson Sr. (ur. 15 czerwca 1969 w Los Angeles) – amerykański raper, producent muzyczny, aktor, reżyser i scenarzysta filmowy, z wykształcenia inżynier architekt. Tworzy muzykę w stylu gangsta rap.
Jest znany z tego, że w większości swoich utworów porusza problemy społeczne, polityczne i krytykuje rasizm. Właściciel marki odzieżowej „Solo by Cube” i wytwórni filmowej „Cube Vision”.

## Życiorys

### Wczesne lata
Jackson urodził się 15 czerwca 1969 roku na południu Los Angeles. Syn Doris Jackson (z domu Benjamin), urzędnika szpitalnego i Hosea Jacksona, który pracował na University of California, Los Angeles. Przyrodnia siostra rapera została zamordowana w 1981. Jego kuzyn Teren Delvon Jones, znany także jako Del tha Funkee Homosapien także jest raperem. Jako nastolatek zainteresował się muzyką. Już w wieku 14 lat pisał pierwsze teksty. Uczęszczał do William Howard Taft High School w Los Angeles i do Phoenix Institute of Technology, gdzie studiował architekturę.

### Kariera muzyczna
Około 1987 wypuścił demo My Posse wraz z grupą C.I.A., w której w skład wchodzili jeszcze K-Dee i Sir Jinx. Następnie został członkiem grupy N.W.A. Występował tam razem z takimi wykonawcami jak Dr. Dre, Eazy-E, MC Ren czy DJ Yella. Opuścił jednak grupę w 1989. Przyczyną były nieporozumienia między nim a Eazy-E związane z podziałem pieniędzy, które grupa otrzymała za album Straight Outta Compton.
W 1989 roku rozpoczął nagrywanie debiutanckiego albumu pt. AmeriKKKa's Most Wanted, który wydał 16 maja 1990 roku. Za produkcję płyty odpowiadała między innymi grupa producencka The Bomb Squad, w skład której wchodził Chuck D. Po wydaniu, tytuł okazał się sporym sukcesem. Album przyczynił się do popularności gatunku w społeczności. Nie obyło się jednak bez kontrowersji. Raper był oskarżany o propagowanie rasizmu. W tym samym roku wydał także minialbum pt. Kill at Will. EP-ka okazała się także sukcesem. Jako pierwszy minialbum został zatwierdzony jako złoto i platyna.
Drugi album rapera został wydany w 1991 roku. Tytuł Death Certificate był bardziej dopracowany niż poprzednie produkcje. Cube skupił się na części lirycznej, co nie spodobało się krytykom, którzy powtórnie oskarżyli muzyka o propagowanie nienawiści do białej ludności, czy o antysemityzm. Płyta zawierała kontrowersyjny utwór „No Vaseline”, który był dissem na grupę N.W.A. Pomimo tego, tytuł sprzedał się bardzo dobrze, bo w ponad milionie egzemplarzy.
W listopadzie 1992 r. ukazał się trzeci studyjny album pt. The Predator. Pierwszym singlem był utwór „Wicked”, który okazał się sukcesem, uzyskując status złotego. W utworze tym odnosił się do zamieszek w Los Angeles. Płyta zadebiutowała na najwyższym miejscu notowania Billboard 200 ze sprzedażą 193.000 egzemplarzy w pierwszym tygodniu. „It Was a Good Day” był kolejnym singlem. Okazał się sporym sukcesem. Sprzedał się w ilości przekraczającej 5 milionów sztuk. Po tym sukcesie popularność albumu się zwiększyła, a wydany w lipcu 1993 r. singel „Check Yo Self” tylko to potwierdził. Jest to najlepiej sprzedający się album rapera. Czwarty album, który został wydany pod koniec 1993 roku miał tytuł Lethal Injection. Po raz pierwszy Ice Cube nagrał płytę w gatunku G-funk. Jednak krytycy nie docenili produkcji. Po wydaniu tej produkcji, muzyk postanowił zawiesić działalność solową, skupiając się na produkcji filmów i współpracy z grupą muzyczną Da Lench Mob, której efektem była płyta Planet of da Apes. W 1995 ogłoszono koniec działalności grupy.
W 1996 raper wspólnie z WC i Mack 10 założył zespół Westside Connection. Efektem tej współpracy był album Bow Down. Produkcja okazała się sukcesem, debiutując na 2. miejscu notowania Billboard 200. Sprzedaż wyniosła 145 tys. sztuk. W utworze „Hoo-Bangin' (WSCG Style)” grupa prowokuje Cypress Hill, czego efektem był długoletni konflikt. Ostatni album trio ukazał się w 2003 roku. Miał tytuł Terrorist Threats. Promował go hit „Gangsta Nation” z udziałem piosenkarza Nate Dogga. W 2005 roku nastąpił spór, po którym Mack 10 opuścił grupę.
W 1997 roku Ice Cube wystąpił gościnnie na płycie Follow the Leader amerykańskiego zespołu Korn, w utworze „Children of the Korn”. Rok później ukazał się album artysty pt. War & Peace – Volume 1 (The War Disc), w 2000 r. kontynuacja pod nazwą War & Peace – Volume 2 (The Peace Disc). Krytycy obie płyty oceniali różnie, ale głównie mieszanie. Sprzedaż obu produkcji wyniosła ponad 1,5 miliona egzemplarzy w samych Stanach Zjednoczonych. W 2001 r. ukazała się kompilacja najlepszych utworów rapera – Greatest Hits. Również w tym roku Ice Cube wystąpił na trasie koncertowej Up in Smoke Tour, obok takich muzyków jak Dr. Dre, Eminem czy Snoop Dogg.
Siódmy studyjny album został wydany sześć lat od poprzedniej solowej płyty. Tytuł Laugh Now, Cry Later został wydany 9 czerwca 2006 roku nakładem wytwórni Lench Mob Record. Sprzedaż w pierwszym tygodniu wyniosła 144.000 egzemplarzy. Singel „Why We Thugs” okazał się sporym sukcesem. Został zatwierdzony jako czterokrotna platyna. Sam album uzyskał status złotego. Za produkcję tytułu odpowiadali między innymi Lil Jon, Scott Storch, Sean Combs czy Swizz Beatz.
Dwa lata później odbyła się premiera albumu pt. Raw Footage. Promował go kontrowersyjny utwór „Gangsta Rap Made Me Do It”, gdzie raper opowiada o tym że gangsta rap jest obwiniany za zbrodnie. Krytycy oceniali płytę wysoko, co jednak nie przełożyło się na sprzedaż. Wyniosła ona jedynie ok. 160 tys. sztuk.
28 września 2010 roku odbyła się premiera kolejnego album rapera I Am the West. Pomimo kilku singli promujących wydawnictwo, płyta nie okazała się sukcesem komercyjnym. Sprzedaż wyniosła zaledwie 22.000 egzemplarzy. Również recenzenci nie pochwalali tytułu. Oceniali ją zwykle mieszanie.
W 2012 roku raper udzielił się gościnnie obok Insane Clown Posse, w remiksie do utworu „Chris Benoit”. Nowy tytuł piosenki to „Chris Benoit (Kuma's Scrub Club Remix)”. Znajduje się ona na kompilacji Mike E. Clark's Extra Pop Emporium.
Na 2014 r. planowana była premiera dziesiątego studyjnego albumu pt. Everythang's Corrupt, jednak anulowano datę wydania projektu. Obecnie nie jest znana data premiery. Album promowały single „Everythang's Corrupt“, „The Big Show“, „Sasquatch”, „Sic Them Youngins On 'Em“ oraz „Drop Girl“. Do wszystkich utworów zrealizowano teledyski.

### Życie prywatne
Fan drużyny koszykarskiej Los Angeles Lakers, baseballowej Los Angeles Dodgers i futbolu amerykańskiego Oakland Raiders. Tej ostatniej zatytułował utwór „Raider Nation”, który skomponował w 2009 roku.Współzałożyciel i właściciel ligi BIG3.
W 1992 ożenił się z Kim Woodruff, z którą ma czwórkę dzieci – O'Shea Jr., Darrel, Shareef i Kareema. Pod koniec 1992 przeszedł na islam.
Dwaj jego synowie występujący pod pseudonimami OMG i Doughboy także są raperami. Obaj wystąpili na płycie pt. I Am the West.
Jest również kuzynem Del the Funky Homosapien – rapera występującego na scenie muzycznej od 1990 roku. Z pomocą Cube'a Del wydał swój debiutancki album pt. Wish My Brother George Was Here, kiedy miał zaledwie 18 lat.

## Dyskografia
- AmeriKKKa's Most Wanted (1990)
- Kill at Will (EP) (1990)
- Death Certificate (1991)
- The Predator (1992)
- Lethal Injection (1993)
- War & Peace – Volume 1 (The War Disc) (1998)
- War & Peace – Volume 2 (The Peace Disc) (2000)
- Laugh Now, Cry Later (2006)
- Raw Footage (2008)
- I Am the West (2010)
- Everythang’s Corrupt (2018)
- Man Down (2024)